# Enercon

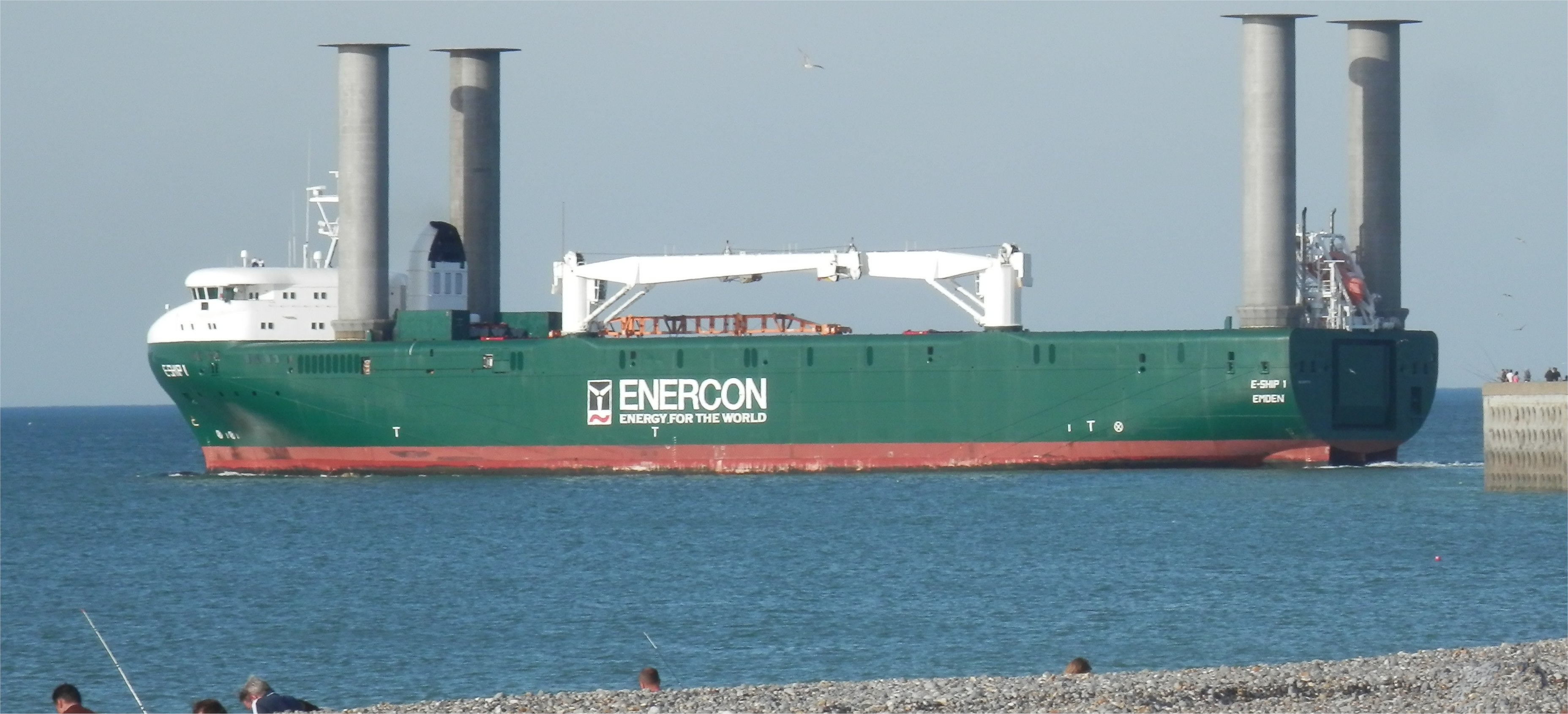
Navire Enercon de transport d'éoliennes sortant du port de Dieppe

Enercon est une entreprise allemande de fabrication d'éoliennes. Elle siège à Aurich en Basse-Saxe. La société a été fondée en 1984 par Aloys Wobben et emploie aujourd'hui plus de 33 000 personnes, pour un chiffre d'affaires de 4,9 milliards d'euros (en 2013). Cette entreprise possède environ 40 % des brevets dans le domaine de l'éolien.

## Part de marché
La part de marché mondiale d'Enercon atteint en 2004 15,8 %, ce qui la positionne en troisième position derrière le danois Vestas avec 34,1 % et l'espagnol Gamesa avec 18,1 %, et juste devant l'américain GE Wind avec 11,3 %.
En 2012, Enercon est numéro 4 mondial derrière l'américain GE Wind, le danois Vestas et son compatriote Siemens, mais devant l'indien Suzlon Energy.

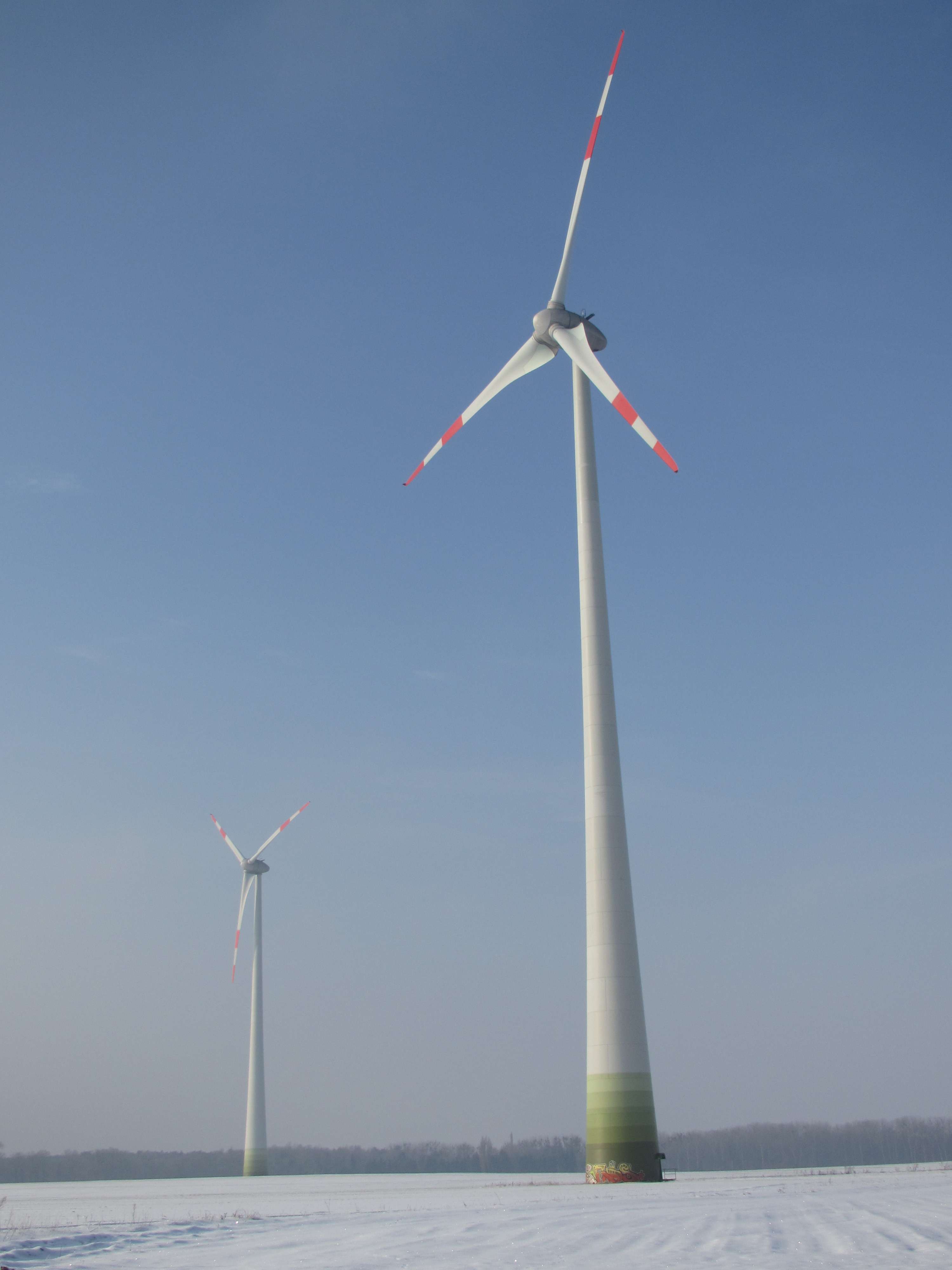
E-82

## Type d'éolienne

### E-12
- 5 unités ont été construites
- Puissance nominale de 30 kW
- Sans multiplicateur
- Produit entre 1997 et 2000

### E-15/E-16
- 46 unités construites
- Puissance nominale 55 kW

### E-17/E-18

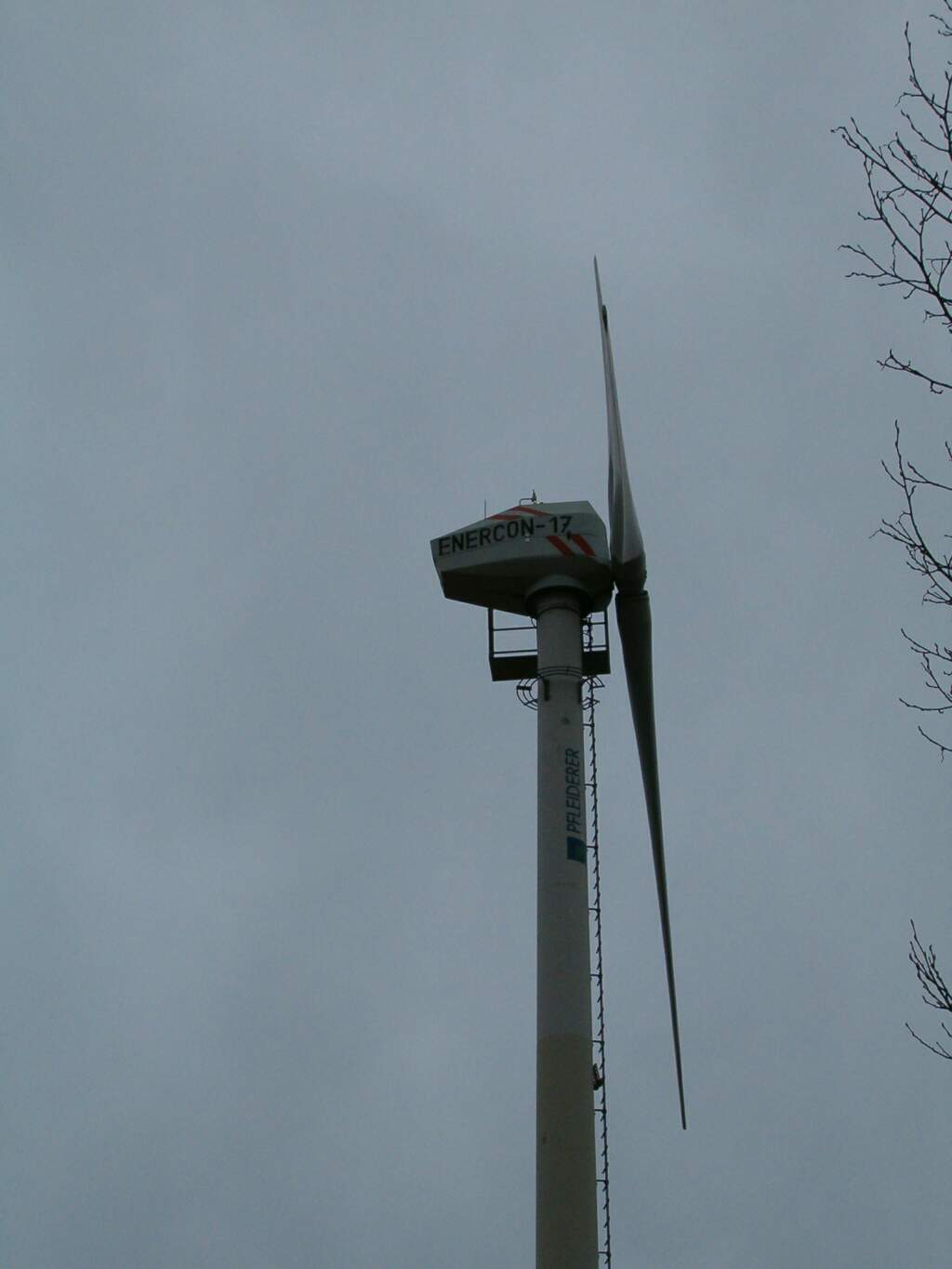
E-17 au siège à Aurich

- 158 unités construites
- Puissance nominale 80 kW

### E-20
- Protoype construit en 2006
- Puissance nominale de 100 kW

### E-32/E-33
- 186 unités construites
- Puissance nominale 330 kW

### E-30
- 575 unités construites

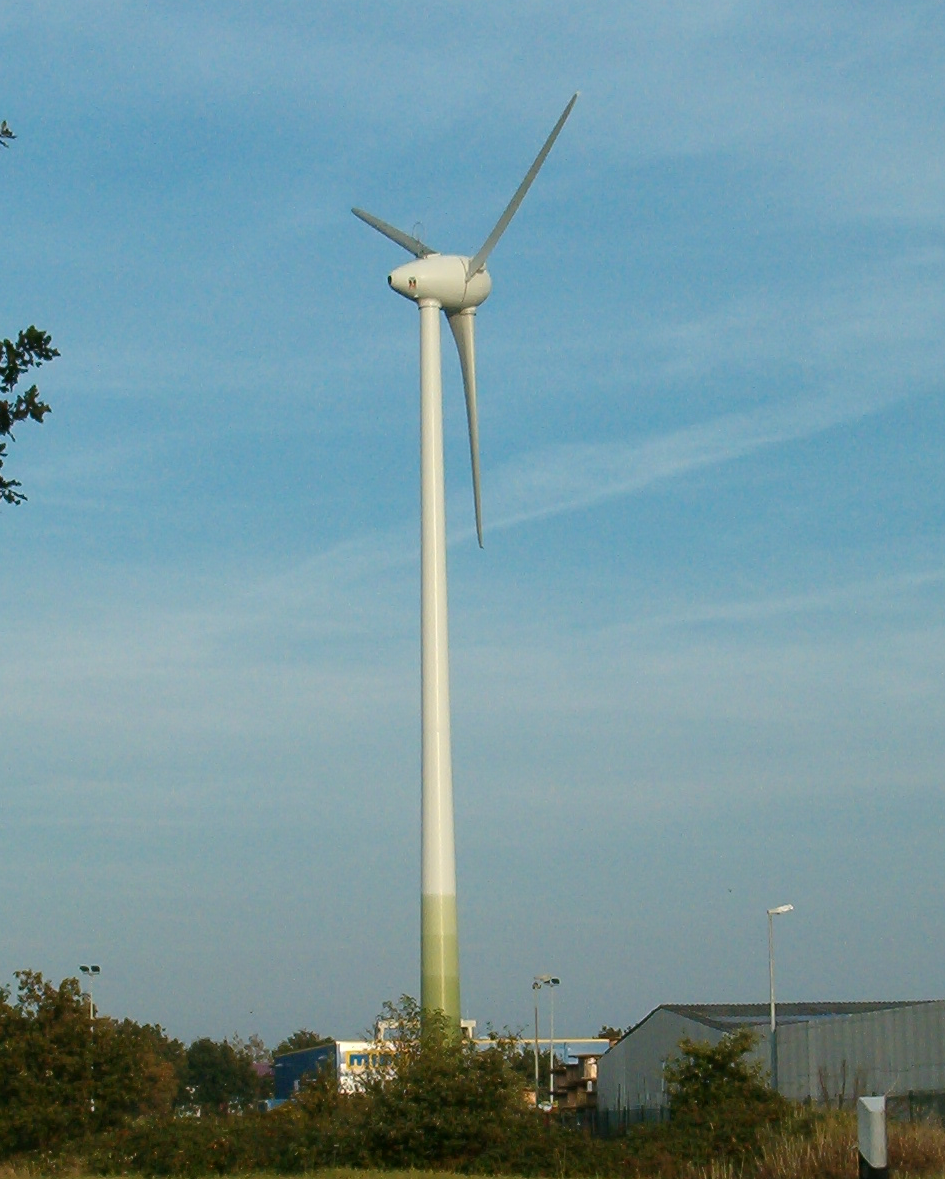
Enercon E-30 Aurich

- Puissance nominale 300 kW (ou 230 kW pour les plus anciennes)

### E-33
- 5 unités construites
- Puissance nominale 330 kW
- sortie sur marché en 1998

### E-40
- plus de 4 135 unités construites 

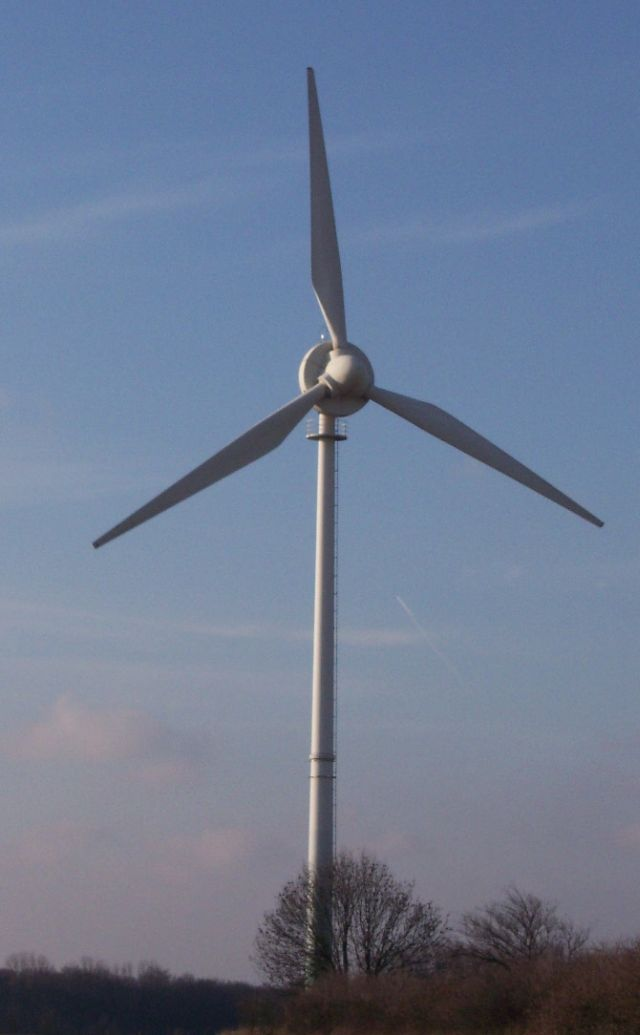
Enercon E-40

  - E-40/5.40 - Diamètre du rotor 40 m, puissance nominale 500 kW
  - E-40/6.44 - Diamètre du rotor 44 m, puissance nominale 600 kW

### E-44/E-48/E-53
- 68 unités construites
- Puissance nominale 800 kW pour E48 et E53, 900 kW pour E44
- E48/E44: sortie en 2002

### E-58
- 200 unités construites
- Puissance nominale 1 MW

### E-66

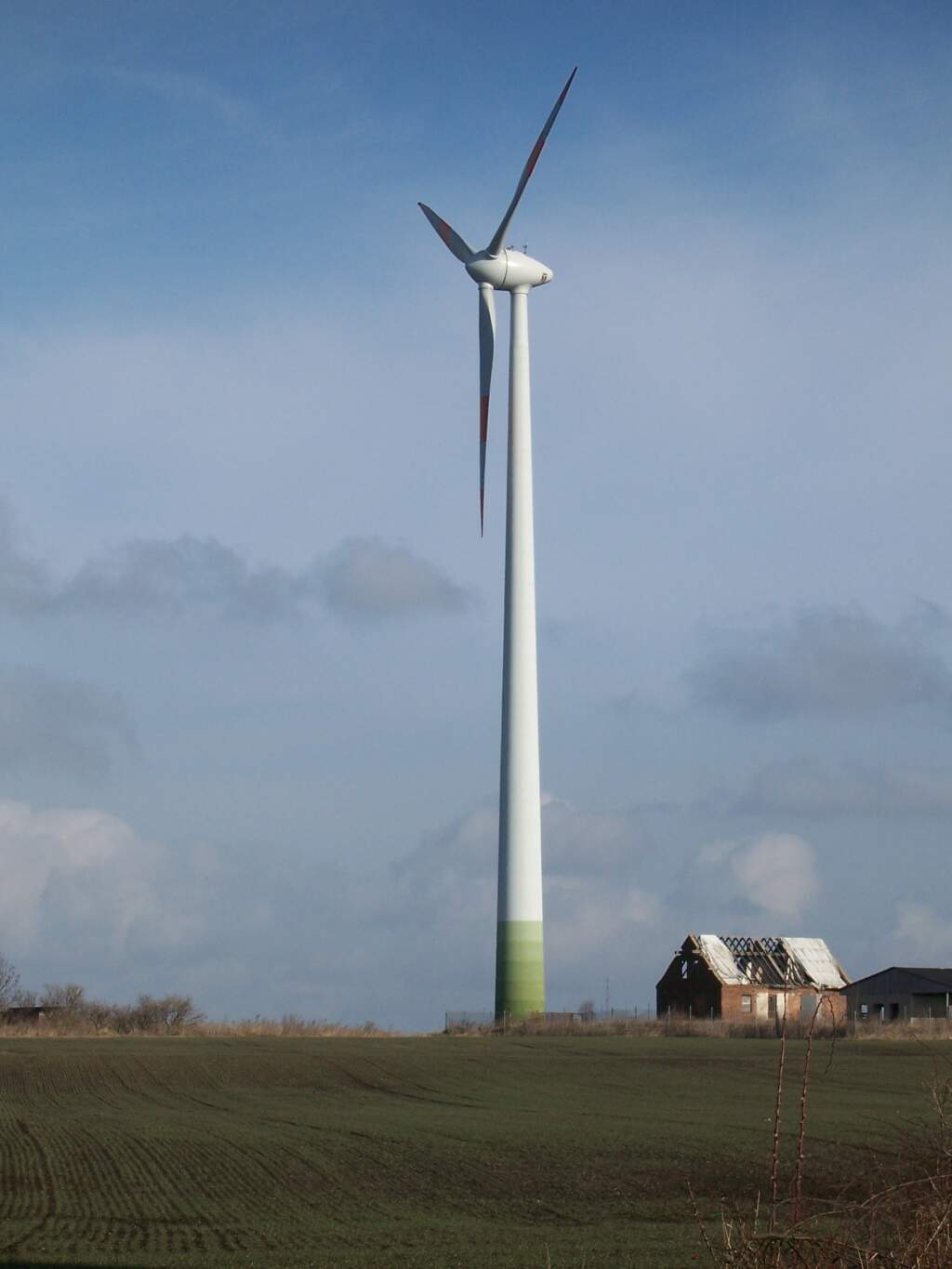
E-66 à Egeln

- plus de 2 500 unités construites
- désignations officielles:
  - E-66/15.66 diamètre 66 m, puissance 1,5 MW
  - E-66/18.70 diamètre 70 m, puissance 1,8 MW
  - E-66/20.70 diamètre 70 m, puissance 2,0 MW

### E-70

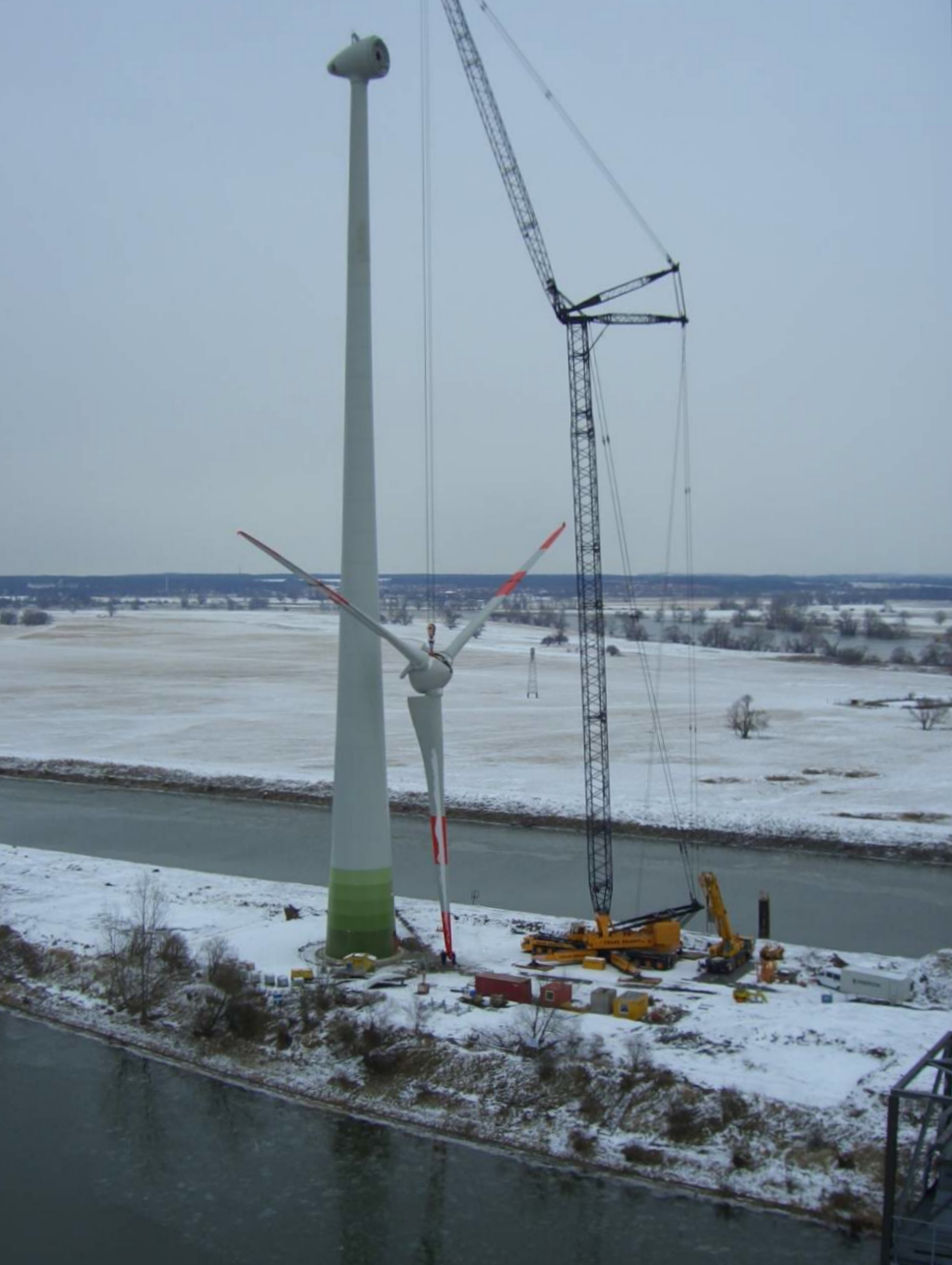
Montage d'une E-70

- 2 146 unités construites au 1er avril 2008
- Puissance nominale : 2,3 MW
- Diamètre du rotor : 71 m
- Surface du rotor : 3 959 m2
- Vitesse de rotation du générateur : 6 - 21,5 tours par minute
- sortie en 2005

### E-82
- Mise sur le marché en été 2006

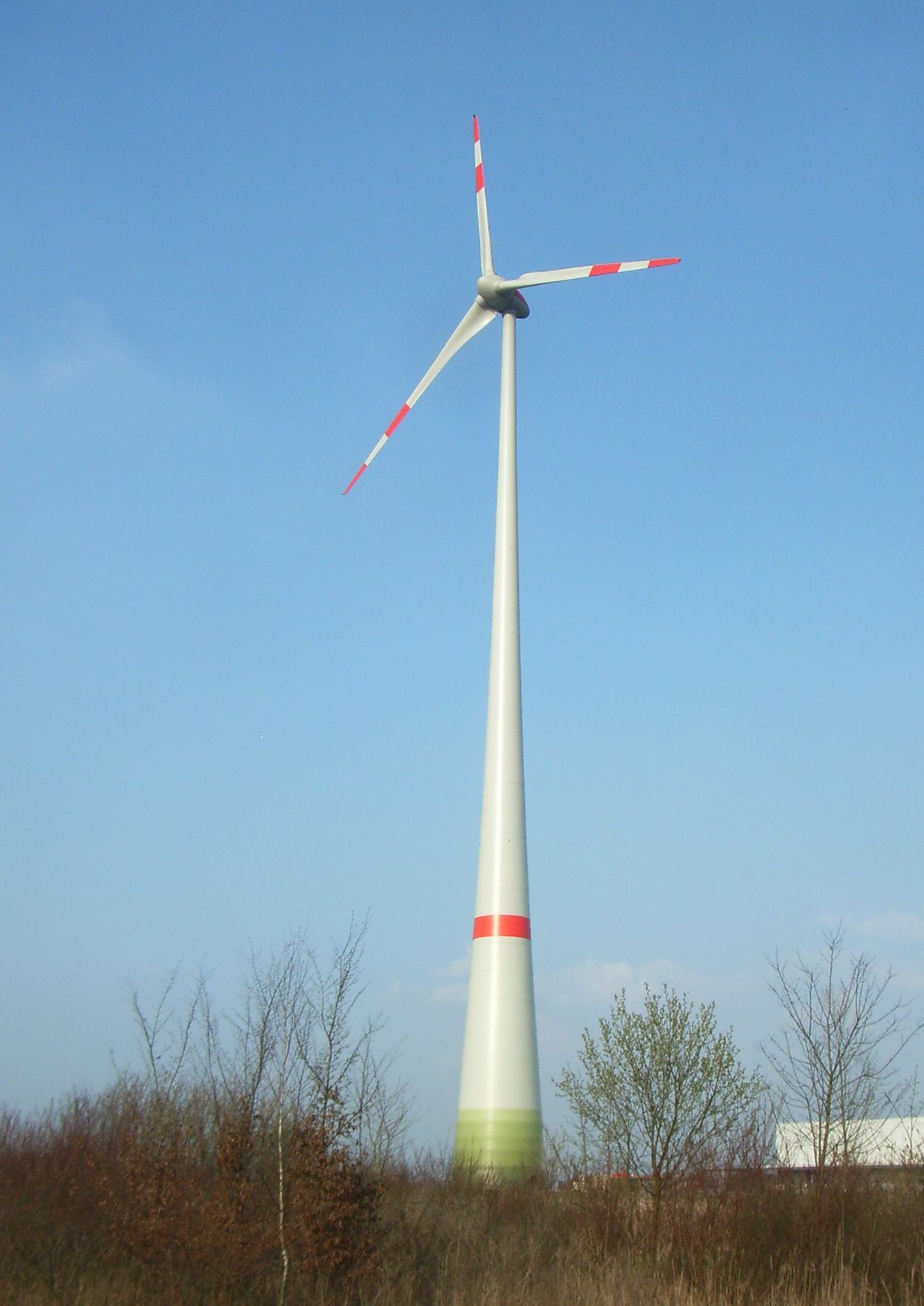
E-82

- 499 unités construites au avril 2008
- Puissance nominale 2 MW, 2,3 MW ou 3 MW
- Diamètre du rotor : 82 m
- Hauteur du moyeu : 59 – 138 m

### E-92
- Puissance nominale 2 MW ou 2,3 MW
- Diamètre du rotor : 92 m
- Hauteur du moyeu : 69 – 138 m

### E-101

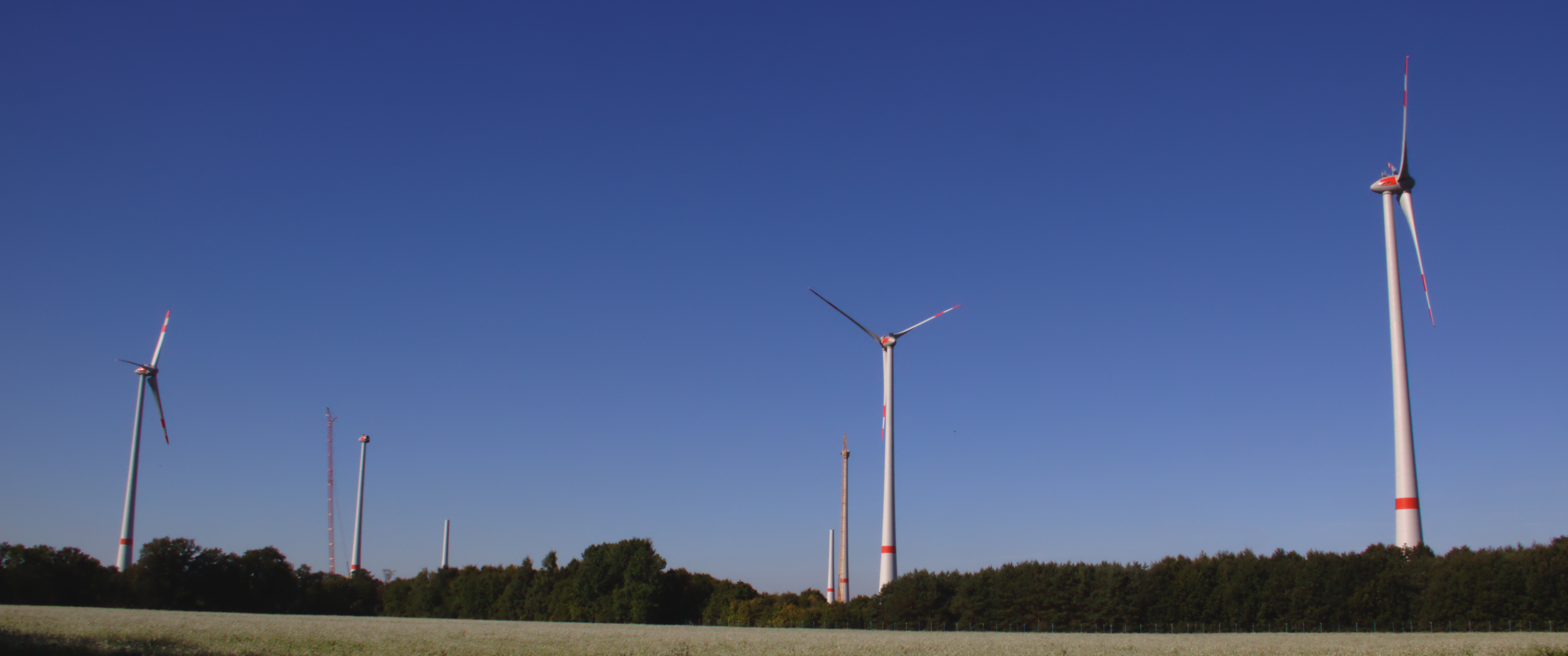
E-101

- Puissance nominale  3 MW
- Diamètre du rotor : 101 m
- Hauteur du moyeu : 99 m - 149 m

### E-103
- Puissance nominale 2,35 MW
- Diamètre du rotor : 103 m

### E-112
La E-112 est une éolienne avec une puissance de 4,5 MW. La machine installée à Magdebourg possède un rotor de 114 m et un mât de 125 m de hauteur. 10 unités sont installées. Le successeur est la E-126.

### E-126
En 2012, la E-126 est l'éolienne la plus grande et la plus puissante du monde. D'une puissance de 6 MW à sa conception en 2007, elle atteint 7 MW en 2009, puis 7,58 MW en 2011 à la suite d'évolutions techniques. Son mât s'élève à 132 m et son rotor mesure 126 m de diamètre, ce qui lui donne une hauteur totale de 198 m. Sa masse totale est d'approximativement 6 000 tonnes.
À la fin 2011, 14 unités sont déjà installées sur sept sites différents en Allemagne, et 5 sont en construction.
En septembre 2010, un parc éolien composé de onze éoliennes de ce type a été réalisé à Estinnes, près de Binche en Belgique.
Au nord de la Suède, sur la commune de Piteå, le projet suédois 'Markbygden' actuellement en construction, et constitué d'éoliennes Enercon E-126 (7,58 MW) et Enercon E-101 (3 MW). Le projet global doit conduire à la construction de 1 101 éoliennes pour une capacité de 4 GW, ce qui en ferait le plus grand parc éolien d'Europe. Il doit être entièrement achevé avant 2020. La phase pilote (Stor-Blaliden) inclut 2 de ces éoliennes. La phase 1 (Etapp 1) a reçu l'approbation finale le 19 décembre 2011 et inclut 6 éoliennes E-126. La part relative des éoliennes E-101 et E-126 dans l'ensemble du parc fait l'objet d'études spécialisés (nature, logistique, etc.), dont les résultats et conclusions ne sont pas encore connus.
Aux Pays-Bas, après une longue préparation, le permis définitif pour la construction de 38 éoliennes E-126, s'inscrivant dans le parc éolien 'Noordoostpolder', était attendu pour fin 2010.
En France, 33 machines du vaste projet de parc éolien 'Le Mont des 4 Faux' ont été acceptées en juin 2013, 6 autres pourraient suivre prochainement. Il s'agit d'un parc d'un potentiel de 390 MW (équivalent de la consommation électrique hors chauffage de 300 000 foyers), constitué de 52 éoliennes Enercon E-126, situé entre Juniville et Machault, dans les Ardennes.

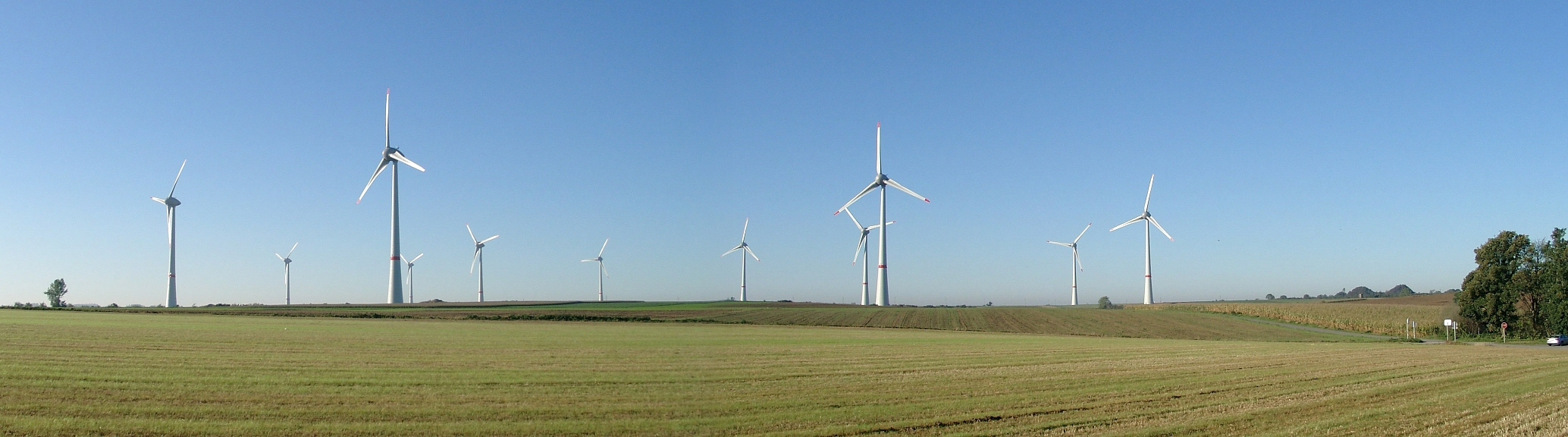
parc éolien d'Estinnes, les 11 éoliennes E-126 7,5MW achevées, vue le 10 octobre 2010

### E-126 EP4
4 MW

### E-138 EP3
4 MW

### E-160 EP5
5 MW

### E-147

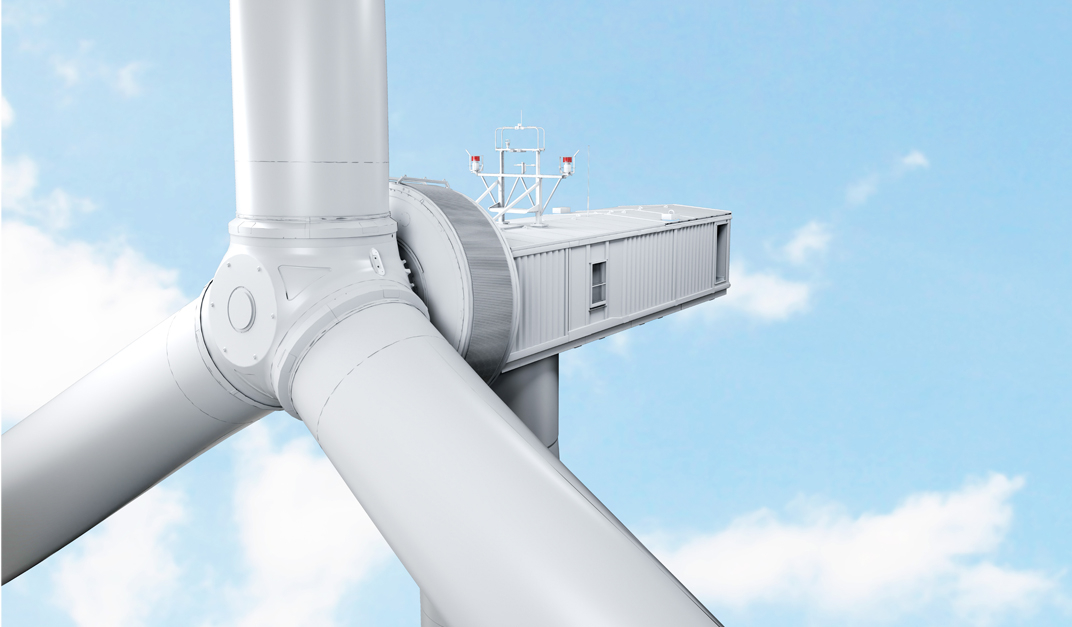
Enercon E-175 EP5 Nacelle

5 MW

### E-175 EP5 E2
Présentée en septembre 2022 au salon WindEnergy de Hambourg, c’est la dernière machine d’Enercon. D'une puissance nominale de 6 MW, c'est à ce jour la plus grande éolienne du fabricant.
Médaille d’or dans la catégorie « Transmissions » pour la nouvelle E-175 EP5 E2

Le célèbre magazine spécialisé international Windpower Monthly a récompensé l’E-175 EP5 E2 dans le prix « Turbines de l’année 2023 ». Comme l’éditeur l’a annoncé aujourd’hui (25 janvier), le nouveau modèle haut de gamme d’ENERCON a remporté la médaille d’or dans la catégorie « Transmissions ». Le jury d’experts a récompensé « des solutions ingénieuses pour relever les défis dans les domaines des matériaux et de la technologie ».

Les critères décisifs pour le vote du jury ont été le nouveau générateur à aimants permanents séparables de l’E2, ses besoins réduits en terres rares et son concept innovant et efficace de pré-assemblage, de transport et d’installation.

## Espionnage industriel chez Enercon
L'entreprise Enercon fut piratée en 1994 par la NSA grâce au réseau Echelon dans le cadre d'une opération d'espionnage industriel,.